# Ludwig Trepte
Ludwig Trepte (født 17. maj 1988 i Østberlin, DDR), er en tysk skuespiller. Han kendes bl.a. fra tv-serierne Spionen og Vores mødre, vores fædre.

## Karriere
Ludwig Trepte er søn af rocksangeren Stephan Trepte og er ikke uddannet skuespiller. I 2006 havde han sin første biografhovedrolle som bandeleder i filmen Kombat Sechzehn.
Trepte er gift og blev far til en datter i 2011.